# Hecho imponible
El hecho imponible (también denominado hecho generador) es un concepto utilizado en derecho tributario que marca el nacimiento de la obligación tributaria, siendo así uno de los elementos que constituyen el tributo.
Otra corriente doctrinaria opina que el hecho imponible no tiene el carácter generador de la obligación tributaria, siendo la obligación tributaria quien determina el nacimiento de dicha contribución. Por lo tanto el hecho imponible genera una especie de pre-relación jurídica tributaria.
Se trata de un hecho jurídico establecido por una norma de rango legal, cuyos efectos también habrán de estar contemplados y determinados por la ley. Además, el acreedor y el deudor de la obligación tributaria tienen nula capacidad de disposición o negociación sobre los efectos del hecho jurídico cuya realización genere, por ley, una obligación tributaria.

## Estructura
El núcleo estructural del hecho imponible, común en todos los supuestos, supone la existencia de una manifestación concreta de capacidad contributiva, determinada territorial y temporalmente con precisión.
Por otro lado, la ley tiene una gran libertad de maniobra para determinar la estructura del hecho imponible, pudiendo contemplar la tipificación de cualquier lado de las manifestaciones de capacidad contributiva existentes, ya sean generales o parciales; hechos instantáneos o hechos dados durante un plazo de tiempo determinado; o bien, hechos producidos dentro del territorio del Estado o fuera de él, en el supuesto de que el Poder Tributario tenga legitimación para tal agravamiento extraterritorial.

## Regulación en España
En el ordenamiento jurídico español, la Ley General Tributaria (LGT) determina en su artículo 20 que «el hecho imponible es el presupuesto de naturaleza jurídica o económica fijado por la ley para configurar cada tributo y cuya realización origina el nacimiento de la obligación tributaria».
El artículo 20 actual no dice eso. 
Nótese el uso de "presupuesto de naturaleza jurídica" con el que la ley identifica el hecho imponible, pues según la mayoría de la doctrina, la ley está dando una definición un tanto inexacta en el campo ontológico, de manera que lo idóneo sería hablar de hecho jurídico.
Cabe destacar que el artículo 20 de la Ley General Tributaria también afirma que el hecho imponible se utiliza para configurar cada tributo. De esta manera, el hecho imponible determinará si estamos ante un impuesto directo o indirecto, real o personal, sobre renta o sobre patrimonio, etc. Se convierte así en un elemento esencial del tributo, que tendrá efectos globales sobre este.
Por otro lado, también se menciona el nacimiento de la obligación tributaria como un efecto del hecho imponible. Este momento será tenido en cuenta, a priori, para establecer el momento en el que iniciar el cómputo de la prescripción o para establecer la retroactividad de alguna norma, de manera que para que se tome otra referencia, es necesario que se produzca una disposición legal expresa que así lo establezca. 

### Requisitos

#### Concreción
Los elementos materiales, temporales y territoriales han de ser necesariamente concretados para el correcto establecimiento del hecho imponible. Hay que resaltar que este no solo genera la obligación tributaria, sino que además viene a conformar la prestación, y por lo tanto, el tributo en general, de manera que se hace necesario una descripción concreta del supuesto de hecho que servirá como hecho imponible en la determinación del tributo.

#### Manifestación de capacidad económica
El hecho imponible ha de darse forzosamente como consecuencia de una manifestación concreta de capacidad económica. Tal requisito no solo viene impuesto por suponer el cumplimiento de un principio tributario, sino que además, en el caso de España, el principio viene garantizado por el propio texto constitucional.

#### Manifestación del Poder Tributario
El hecho imponible, por su condición de manifestación concreta del Poder Tributario, deberá respetar los límites establecidos para este. De esta manera, han de respetarse los límites territoriales, y cualquier hecho imponible que incorpore una manifestación de capacidad económica realizada en el exterior requerirá la fijación de un criterio de sujeción universal y aceptación bilateral, multilateral o consuetudinaria entre el Estado que grava y aquel en cuyo territorio se produzca la manifestación de capacidad económica.
Por otro lado, el Poder Tributario requiere una legitimación legal y constitucional para actuar, y por lo tanto, tal límite se extiende al hecho imponible. Esta cuestión tiene un especial interés a la hora de resolver conflictos entre los poderes tributarios territoriales del propio Estado español. 

#### Reserva de ley
El hecho imponible ha de ser establecido por la ley, de acuerdo al principio tributario y constitucional de la reserva de ley. De esta manera, el hecho imponible se considera un elemento básico del tributo, y por lo tanto, no puede ser regulado por normas infralegales de carácter reglamentario, como el Real Decreto, la Orden Ministerial y demás. Respecto a su eventual regulación vía Decreto-Ley, existe división doctrinal sobre su validez en la materia. La polémica gira en torno a las limitaciones del propio Decreto-Ley, y la consideración o no del tributo como una restricción de derechos, concretamente, del derecho de propiedad.

### Efectos

#### Obligaciones surgidas
La realización del hecho imponible no solo supone el nacimiento de la obligación tributaria, sino también de los llamados deberes fiscales. El sujeto pasivo no solo habrá de cumplir con la propia prestación tributaria, es decir, pagar el importe de la misma, sino que además, estará sometido a una serie de obligaciones de hacer, conocidas como deberes fiscales, y que complementan a la obligación principal.
De esta manera, las obligaciones surgidas a raíz del hecho imponible siguen la siguiente clasificación:
- Obligación tributaria principal.
- Deberes fiscales:
  - Obligación de realizar pagos a cuenta.
  - Obligaciones entre particulares.
    - Repercusión.
    - Retención.
    - Ingresos a cuenta.

  - Obligación de información.	
    - Propia
    - En relación con terceros.

  - Obligaciones accesorias:
    - Interés de demora.
    - Recargos.

  - Obligaciones tributarias formales.

#### Carácter individual de la obligación
Como en toda obligación jurídica, los efectos de realizar el hecho imponible tienen una esfera individual, afectando exclusivamente al sujeto activo, es decir, al Poder Tributario, y al sujeto pasivo, bien sea el contribuyente o el sustituto del contribuyente.
En Venezuela la Obligación Tributaria es individual, mas aún no es regida, debido a que, quien pague la obligación puede no ser el obligado haciendo la Declaración de Impuestos correspondiente. En este caso el Acreedor que era el Estado sale de la relación jurídica, y tercero que paga se vuelve acreedor del individuo que en la primera vez debía al Estado.